# Camptopoeum pseudoruber
Camptopoeum pseudoruber är en biart som först beskrevs av Warncke 1987.  Camptopoeum pseudoruber ingår i släktet Camptopoeum och familjen grävbin. Inga underarter finns listade.